# Hoedown Throwdown
Hoedown Throwdown è una canzone della cantante, attrice e autrice, Miley Cyrus (a volte erroneamente accreditato al suo personaggio, Hannah Montana), ed è il quinto singolo estratto dall'album Hannah Montana: The Movie.Negli USA il singolo è stato mandato in anteprima su Radio Disney il 13 febbraio 2009 e pubblicato da iTunes come un'esclusiva Radio Disney il 10 marzo 2009. La traccia include una danza che è stato descritto dal direttore di Hannah Montana: The Movie, Peter Cholsom, come una "macarena" per il 2009. La canzone ha raggiunto la posizione #18 nella Billboard Hot 100.

## Promozione
Miley Cyrus ha ballato la canzone al The Tyra Banks Show and Larry King Live. Inoltre, su Disney Channel ci sono state numerose pubblicità per quanto riguarda questa canzone, tra questi: Hannah Montana: The Movie playback e altro ancora.

## Video musicale
Il video di "Hoedown Throwdown" è stato trasmesso per la prima volta su Disney Channel il 16 febbraio 2009. Il video è una versione abbreviata della canzone usando le clip del film. Il 20 febbraio 2009 Disney Channel ha trasmesso "Come fare la Hoedown Throwdown" video che mostra ai telespettatori passo dopo passo le mosse della canzone. Nel video sono presenti Jamal Sims, Miley Cyrus che insegnano la coreografia con i ballerini nello sfondo.

## Tracce
Download digitale
1. Hoedown Throwdown – 3:01

Versione di iTunes
1. Hoedown Throwdown – 3:01
2. Intervista su Radio Disney

Remix
1. Hoedown Throwdown (Joe Burmundez & Chico Mix)

## Formazione
- Cantante – Miley Cyrus
- Produttore – Adam Anders, Raz
- Produttore vocale – Adam Anders, Nikki Hassman
- Ingegnere – Adam Anders, Raz, Russ Long
- Scrittori – Adam Anders, Nikki Hassman
- Mixer e ulteriore programmazione – Jeremy Luzier
- Coreografo – Jamal Sims

## Classifiche
| Classifica (2009) | Posizione massima |
| ----------------- | ----------------- |
| Australia         | 20                |
| Austria           | 41                |
| Canada            | 15                |
| Germania          | 66                |
| Irlanda           | 10                |
| Norvegia          | 17                |
| Nuova Zelanda     | 40                |
| Regno Unito       | 18                |
| Stati Uniti       | 18                |
| Svizzera          | 87                |